# 刘峰 (行政学家)
刘峰（1953年10月—2022年2月），男，安徽宿州人，汉族，中国共产党党员。中央党校（国家行政学院）党的建设教研部教授、博士生导师、全国劳动模范、第十二届全国政协委员。
刘峰的主要研究领域为党的领导与领导科学、新领导力与领导艺术。

## 生平
刘峰于1984年在武汉大学攻读硕士学位，后在复旦大学攻读博士学位，导师是苏东水教授。1997年刘峰从江苏省委党校调到国家行政学院任教。

## 著作
- 刘峰 著，《人与教育》，湖南教育出版社、广东教育出版社，1988年3月，ISBN 7535505058
- 刘峰 主编，《决策学》，南京大学出版社，1990年7月，ISBN 7305008044
- 刘峰 著，《领导科学新论》，南京大学出版社，1991年1月，ISBN 7305009687
- 刘峰 著，《现代领导方法》，南京大学出版社，1993年10月，ISBN 7305017515
- 刘峰 著，《领导理论和领导方法》，中共中央党校出版社，1996年10月，ISBN 9787503512766
- 刘峰 著，《企业的领导艺术》，中国经济出版社，1999年8月，ISBN 9787501747276
- 刘峰 著，《领导大趋势》，中国言实出版社，2003年7月，ISBN 9787801284754
- 刘峰 著，《新领导观》，北京大学出版社，2005年9月，ISBN 9787301095188
- 刘峰 著，《管理创新与领导艺术》，北京大学出版社，2006年4月，ISBN 9787301100998
- 刘峰 王伟 主编，《科学发展与能力建设》，中国水利水电出版社，2006年9月，ISBN 9787508440019
- 刘峰  路杰 著,《跟毛泽东学领导》，红旗出版社，2007年3月，ISBN 9787505114418
- 刘峰  主编,《领导科学评论》，中国发展出版社，2007年9月，ISBN 9787802340602
- 姚志文 刘峰  主编,《地方领导干部执政能力建设研究》，人民出版社，2007年9月，ISBN 9787010065083
- 刘峰 孙晓莉 主编,《中国行政体制改革：理论与实践》，国家行政学院出版社，2012年6月，ISBN 9787515003382
- 刘峰 主编 胡月星 刘志伟 副主编，《中国领导科学评论》，国家行政学院出版社，2014年3月，ISBN 9787515010908
- 刘峰 著，《领导科学与领导艺术》，高等教育出版社，2014年9月，ISBN 9787040314618
- 刘峰 著，《新领导力》，国家行政学院出版社，2014年12月，ISBN 9787515013589
- 刘峰 著，《领导哲学》，国家行政学院出版社，2015年12月，ISBN 9787515016894